# Коробейниково (Вологодская область)
Коробейниково — деревня в Великоустюгском районе Вологодской области.
Входит в состав Юдинского сельского поселения, с точки зрения административно-территориального деления — в Юдинский сельсовет.
Расстояние по автодороге до районного центра Великого Устюга — 2,7 км, до центра муниципального образования Юдино — 5 км. Ближайшие населённые пункты — Стрига, Журавлево, Сотниково, Одуево.
По переписи 2002 года население — 265 человек (120 мужчин, 145 женщин). Всё население — русские.